# Muscle Hustle
Muscle Hustle, född 2 april 2013 på Brittany Farms i Versailles i Kentucky, död 24 september 2019, var en amerikansk varmblodig travhäst. Han tränades och kördes Robert Bergh, som också var hans ägare.
Muscle Hustle tävlade åren 2015–2019. Han sprang in 4,3 miljoner kronor på 58 starter varav 15 segrar, 8 andraplatser och 5 tredjeplatser. Han tog karriärens största segrar i Tie Silk (2016), Ina Scots Ära (2017) och Norrlands Grand Prix (2017). Han kom även på andraplats i Sprintermästaren (2017) och Åby Stora Pris (2017) samt på tredjeplats i Norrbottens Stora Pris (2019).

## Karriär
Muscle Hustle inledde karriären hos Per Henriksen i Nordamerika. Han gjorde sin första start i augusti 2015. Efter drygt ett år importerades han till Sverige för att tränas av Robert Bergh. Han debuterade för Bergh våren 2017 och kom att snabbt etablera sig i den svenska eliten. Han kom bland annat på andraplats i Sprintermästaren bakom stallkamraten Diamanten och på andraplats i Åby Stora Pris. Största segrarna togs i Ina Scots Ära och Norrlands Grand Prix.
Hösten 2019 skulle han flytta tillbaka till USA för att fortsätta karriären där. Han skulle tränas av Åke Svanstedt. Under transporten dit uppstod komplikationer, och efter två veckors akut behandling beslutades att avliva Muscle Hustle.